# Excitebike 64
Excitebike 64 es un videojuego de motocross para Nintendo 64 que salió en el año 2000 en el mercado estadounidense y japonés y en 2001 en el mercado europeo; más tarde saldría para la Nintendo iQue en 2005. Fue publicado por Nintendo y desarrollado por Left Field Productions y se trata de la secuela del aclamado Excitebike de la NES. Es el primer juego de la serie en 3D y el segundo de toda la serie, en este nueva entrega aparecen muchos de los aspectos épicos y novedosos que lo hacen un juego completo. Posteriormente ha salido un nuevo título para la Wii, Excite Truck.
En noviembre de 2016, el juego llega a la consola Wii U a través del servicio de Consola Virtual. De momento sólo está disponible en Norteamérica, estando pendiente a lanzarse en Europa y Japón.

## Jugabilidad
Es parecido al Excitebike del NES a diferencia que aquí es más realista, con un botón para avanzar y otro para el turbo (si se utiliza demasiado disminuye la potencia de la moto durante un instante por sobrecalentamiento del motor) el control (stick o cruz) no sólo ejecuta los movimientos de giro, sino también de balanceo para el salto y la caída. Cada corredor posee diferentes características que les permiten hacer acrobacias en el aire o saltos especiales.
El modo "Temporada" es el modo principal de juego, el cual consta de cuatro temporadas y cada una posee cinco circuitos. También está disponible el modo tutorial para aprender los controles. Se necesita obtener el trofeo para iniciar la siguiente temporada que va aumentando de dificultad, además de desbloquear las pistas especiales del modo "Desafio".
Tiene además de manera adicional "Cheats", esto es para hacer más completo el juego.
También posee la opción de crear una pista de carreras personalizada. 

### Motociclistas
| Habilidades / Piloto | Jim Rivers | Ricky Stern | Sarah Hill | Bobby Malone | Nigel York | Vicky Steele |
| Caída                | Regular    | Muy buena   | Buena      | Mala         | Muy mala   | Mala         |
| Salto                | Regular    | Muy buena   | Buena      | Mala         | Regular    | Regular      |
| Giro                 | Regular    | Buena       | Muy buena  | Mala         | Mala       | Regular      |
| Velocidad            | Regular    | Mala        | Mala       | Muy buena    | Muy buena  | Buena        |

### Bonus
El modo de juego "Desafío" tiene las pistas especiales desbloqueables una vez ganados los trofeos del modo "Temporada", en este modo se encuentra la opción multiplayer que permite hasta cuatro jugadores.
| Desert                                                                                 | Stunt Course                                                                  | Original Excitebike                   | Soccer                                                     | Hill Climb                                                     |
| -------------------------------------------------------------------------------------- | ----------------------------------------------------------------------------- | ------------------------------------- | ---------------------------------------------------------- | -------------------------------------------------------------- |
| Seguir la flecha buscando una humareda y apagarla con la moto hasta terminar con todas | En 2 minutos hacer la mayor cantidad de acrobacias con la moto sumando puntos | El clásico Excitebike de 1984 del NES | Anotar el balón sobre ruedas en la portería de tu oponente | LLegar a la cúspide de la montaña por un camino muy complicado |

### Pistas
| Bronze round        | Silver round        | Gold round         | Platinum round        |
| ------------------- | ------------------- | ------------------ | --------------------- |
| Kyoto, Japan (2)    | Canyon Crasm (2)    | Phoenix, AZ (3)    | Goldmine Rush (2)     |
| Mountain Quarry (2) | Nashville TN (3)    | Rainforest Run (2) | Los Angeles, CA (3)   |
| Lefty's Mill (2)    | Long Island, NY (3) | Madrid, Spain (3)  | Construction Yard (2) |
| Houston TX (3)      | Congo Course (2)    | The Gravel Pit (2) | Seattle, WA (3)       |
| Orlando, FL (3)     | Las Vegas, NV (3)   | Detroit, MI (3)    | Blizzard Blitz (2)    |